# 普羅爾瓦河
普羅爾瓦河是白俄羅斯的河流，位於該國北部維捷布斯克州，處於布拉斯勞斯基區，流經奧博列湖，河道全長12公里，流域面積716平方公里。